# Otostigmus leior
Otostigmus leior är en mångfotingart som beskrevs av Chamberlin 1955. Otostigmus leior ingår i släktet Otostigmus och familjen Scolopendridae.
Artens utbredningsområde är Peru. Inga underarter finns listade i Catalogue of Life.